# Sidney Bechet
Sidney Bechet (Nueva Orleans, Luisiana, Estados Unidos, 14 de mayo de 1897-Garches, 14 de mayo de 1959) fue un músico y compositor de jazz estadounidense.

## Biografía
Fue el séptimo de los hijos de Josephine y Omar Bechet, quien era zapatero y tocaba la flauta como pasatiempo. Se inició en la música de manera autodidacta con el aprendizaje del clarinete a los 6 años de edad, siendo señalado por sus contemporáneos como un niño prodigio en aquel instrumento. Integró una banda familiar llamada "The Silver Bells" dirigida por su hermano Leonard Bechet. Posteriormente, integró varias bandas de metales de Nueva Orleans. En 1917 se trasladó a Chicago, donde tocó con Freddie Keppard y Joe "King" Oliver entre otros músicos.
En 1919, viajó a Europa junto con la Southern Syncopated Orchestra del director Will Marion Cook, donde además de tocar clarinete, ejecutó una pieza en un pequeño acordeón. La acogida en el continente fue tan entusiasta que no regresó hasta 1922, tres años más tarde. Sus presentaciones en Londres interpretando el Characteristic Blues llamaron la atención del director de orquesta Ernest Ansermet, quien en un artículo publicado en la revista especializada Revue Romande, afirmó : "Sidney Bechet es un genio". Se cree que esta fue la primera crítica periodística sobre un músico de jazz.
Estando en Londres, se interesa por el saxofón soprano, instrumento que adoptó y utilizó cada vez con más frecuencia que el clarinete, aunque siempre llevaba consigo un pequeño acordeón, con el cual grabó sólo 2 piezas en 1924: "Wild Man Blues" e "Indiana". De regreso en Estados Unidos en 1922, recaló en la ciudad de Nueva York, donde grabó su primer registro discográfico el 30 de julio de 1923, con la Clarence Williams Blue Five los temas Wild Cat Blues y Kansas City Man Blues.
Entre 1924 y 1925 realizó una serie de grabaciones con su colega y compatriota, el trompetista y vocalista de jazz Louis Armstrong, quien también se había integrado a los conjuntos de Clarence Williams dedicados a las grabaciones. Posteriormente, integró la orquesta de la Revue Négre, que acompañó a París a la bailarina y cantante Joséphine Baker en 1925, permaneciendo en Europa hasta 1931, visitando diversos países y pasando 11 meses en una cárcel francesa en 1928, por involucrarse en una pelea entre músicos. Luego de ese incidente, siguió recorriendo Europa y regresó nuevamente a Estados Unidos, para participar brevemente en la orquesta de Noble Sissle, y luego en 1932 formó junto al trompetista Tommy Ladnier un grupo llamado The New Orleans Feetwarmers, con el cual alcanzan a realizar sólo una sesión de grabaciones, pero con 6 títulos de notoria calidad (entre ellos Maple Leaf Rag). Luego de ello, y en medio de la crisis reinante en Estados Unidos, sumado a su escasa popularidad, dada su ausencia tan prolongada del país, se ve en la necesidad de abrir una modesta sastrería en Harlem para sobrevivir.
Entre 1934 y 1938 se une nuevamente a Noble Sissle, en cuya orquesta va adquiriendo paulatinamente una participación creciente como solista. De 1938 en adelante, emprende una carrera como líder de agrupaciones diversas, dentro de la corriente del resurgimiento del jazz de Nueva Orleans, tocando y grabando en diferentes ciudades y circunstancias.
En 1939, realiza una serie de grabaciones para el recientemente creado sello discográfico Blue Note, de Alfred Lion, entre las que sobresale una versión instrumental del tema clásico del compositor George Gershwin "Summertime".
En 1941, realiza un experimento inédito para la época: una sesión en la que él interpreta seis instrumentos (clarinete, saxofón soprano, saxofón tenor, piano, contrabajo y batería), que son grabados uno sobre la pista del otro, para constituir la Sidney Bechet's one man band, el primer intento de grabación de un solo músico que se tenga noticia y que se convierte en una de las referencias para el surgimiento de la grabación multipista.
En 1949, viaja a Francia para participar del Festival de Jazz de París, en la Salle Pleyel. Sus interpretaciones cautivan al público francés y al año siguiente vuelve a París para establecerse allí definitivamente, convirtiéndose en una celebridad del movimiento de jazz tradicional francés, integrando las formaciones de los clarinetistas Claude Luter y André Reweliotty.
En 1951, contrae matrimonio con la alemana Elisabeth Ziegler (con quien había tenido una relación en Berlín a finales de la década de 1920), en una ceremonia que tuvo lugar en la villa de Juan-Les-Pins. Ese año compone uno de sus mayores éxitos, Petite Fleur (Pequeña Flor).
En 1954, nace su único hijo, Daniel, y después de casi 10 años de residencia permanente en Francia, con giras y presentaciones por toda Europa, varios discos de oro, y otros éxitos, al músico se le diagnosticó cáncer de pulmón hacia fines de 1958, falleciendo en París el 14 de mayo de 1959, el mismo día en que cumplía 62 años. En la localidad de Juan-Les-Pins, hay un busto en su recuerdo, y en París existe una calle con su nombre.

## Lecturas Recomendadas
- Treat It Gentle autobiografía de Sidney Bechet (Twayne 1960, Da Capo 1978)
- Sidney Bechet the Wizard of Jazz por John Chilton (Macmillan 1987)

- Datos: Q313519
- Multimedia: Sidney Bechet / Q313519